# Wspólnota administracyjna Kirchehrenbach
Wspólnota administracyjna Kirchehrenbach – wspólnota administracyjna (niem. Verwaltungsgemeinschaft) w Niemczech, w kraju związkowym Bawaria, w rejencji Górna Frankonia, w regionie Oberfranken-West, w powiecie Forchheim. Siedziba wspólnoty znajduje się w miejscowości Kirchehrenbach, a przewodniczącym jej jest Waldemar Hofmann.
Wspólnota administracyjna zrzesza trzy gminy wiejskie (Gemeinde):
1. Kirchehrenbach, 2 257 mieszkańców, 8,24 km²
2. Leutenbach, 1 731 mieszkańców, 19,46 km²
3. Weilersbach, 2 003 mieszkańców, 8,62 km²